# Barbie a 12 tančících princezen
Barbie a 12 tančících princezen (v anglickém originálu Barbie in the 12 Dancing Princesses) je animovaný film z roku 2006. Premiéru měl na Nickelodeonu 10. září 2006 a na DVD byl vydán 19. září.
Film režíroval Greg Richardson. Příběh volně vychází z německé pohádky Roztrhané střevíce. Je to devátý díl filmové série o Barbie a protagonistce Barbie v něm propůjčuje hlas Kelly Sheridan. Jedná se o první film o Barbie, který v Severní Americe distribuovala společnost Universal Studios Home Entertainment, pro kterou mezinárodní dceřiná společnost Universal již zajišťovala distribuci předchozích filmů na základě smlouvy se společností Entertainment Rights.
Hudbu k filmu složil Arnie Roth. „Shine“, závěrečná titulní píseň, kterou napsali Roth, Amy Powers a Rob Hudnut, byla v roce 2007 nominována na cenu Emmy.

## Děj
Genevieve (hraje ji Barbie) je jednou z dvanácti princezen, které sdílejí vášeň pro tanec a žijí na zámku se svým ovdovělým otcem, králem Randolphem. Princezny nevědí, že je ostatní lidé považují za nevhodné kvůli jejich jedinečným, ale pro dámu nepatřičným koníčkům a zájmům. Král Randolph povolá svou sestřenici, vévodkyni Rowenu, aby z nich udělala pořádné dámy. Vévodkyně však z paláce odstraní veškerou barvu, hudbu a radost a snaží se zkazit dívkám náladu.
K narozeninám svých nejmladších sester jim ostatní sestry darují výtisk oblíbeného příběhu jejich zesnulé matky, ve kterém princezna objeví kouzelnou zemi a tančí tam tři noci, než země zmizí. Genevieve se podívá na příběh a dlaždice na podlaze svého pokoje a zjistí, jak otevřít portál do kouzelné země. Po vstupu dovnitř tančí celou noc. Dozví se, že visící zlaté květiny splňují přání, sochy mohou ožít a voda má léčivé vlastnosti.
Následujícího dne se princezny zdají být unavené a Rowena zjistí, že jejich nové taneční boty jsou obnošené, což v ní vzbudí podezření. Král Randolph onemocní, a tak Genevieve požádá královského ševce Dereka, aby prošetřil Roweniny skutečné úmysly. Té noci se princezny vrátí do kouzelné země, Derek konfrontuje místního lékárníka a vyvozuje, že Rowena krále otrávila.
Následujícího rána jsou sestry opět vyčerpané. Rowena jim odmítá uvěřit, a když jí řeknou pravdu, a tak je donutí k otroctví. Poté, co zaslechnou Rowenu, jak krále přiměje, aby o jeho dcerách mluvil jako o přítěži, se zlomené princezny potřetí vracejí do kouzelné země a Rowena je následujícího rána nenajde.
Poté, co se Derek dozví, že princezny zmizely, přijde na to, jak portál otevřít, a dostane se do kouzelné země. Rowenina opička Brutus Dereka špehuje a vede Rowenu za ním. Tam ukradne jednu z květin plnících přání. Princezny se rozhodnou jít domů a pomoci svému otci, Rowena se však před nimi vrátí do paláce a nechá svého poskoka Desmonda zničit portál. Derek a Genevieve vymyslí, jak aktivovat další portál společným tancem a osvobodit tak skupinu.
Jakmile jsou doma, zjistí, že král umírá a že Rowena převzala trůn. Vévodkyně použije zlatou květinu, a přeje si, aby Genevieve tančila navždy bez odpočinku, ale Genevieve na ni odfoukne magický prach zpět ručním vějířem a donutí Rowenu nekontrolovatelně tančit. Když se Desmond pokusí Roweně pomoci, je vtažen do kouzla a oba se tancem dostanou pryč z hradu. Lacey použije léčivou vodu, kterou si vzala z kouzelné země, k oživení svého otce. Král Randolph potvrdí svou bezpodmínečnou lásku ke svým dcerám a Genevieve s Derekem se vezmou.

## Postavy

### Princezny
Každá z dvanácti princezen má drahokam a květinu. Květina každé princezny se objevuje na jejích šatech, knize, kterou dostala darem, a na kamenech na podlaze její ložnice a jména každé z princezen začínají prvními dvanácti písmeny abecedy.
- Ashlyn je dvaadvacetiletá nejstarší sestra. Je praktická, klidná a vzdělaná. Miluje hudbu, zejména hru na flétnu a hoboj. Je přímočará a stará se o své mladší sestry, kterým se snaží jít vzorem. Její květinou je fialová pelargónie a drahokamem granát. Nejvíce se podobá své matce, královně Isabele, a nosí fialové šaty.
- Blair je jednadvacetiletá, druhá nejstarší sestra. Miluje jízdu na koni a sbírá hrací skříňky. Je temperamentní a otevřená. Blair vždycky jako první vyjádří svůj názor, zejména stížnosti na Roweninu přítomnost v jejich životech. Její květinou je ostrožka a drahokamem rubín. Má na sobě červené šaty.
- Courtney je dvacetiletá sestra a má blízko k Ashlyn a Blair. Zdá se být nejstydlivější z dvanácti sester. Jejím oblíbeným koníčkem je čtení, díky kterému je inteligentní a otevřená, ale často ji to činí zcela nevšímavou k okolí. Její květinou je pomněnka a drahokamem je safír. Nosí modré šaty.
- Delia je dobrodružná devatenáctiletá sestra. Miluje sport, zejména kroket a jízdu na koni. Její květinou je slunečnice a drahokamem je zelený peridot. Nosí zelené šaty.
- Edeline je osmnáctiletá sportovní dívka, v pořadí pátá sestra. Miluje sporty, mezi její nejoblíbenější patří badminton a kroket. Také má sklony k nepořádku a neorganizovanosti. Její květinou je zimolez a drahokamem je oranžový citrín. Nosí oranžové šaty.
- Fallon je sedmnáctiletá sestra. Miluje zvířata, hraje na harfu a je romantička, která doufá, že každý najde své štěstí, které bude trvat až do smrti. Má ráda srdíčka, krajky a psaní příběhů. Její květinou je kamélie a drahokamem perla. Nosí purpurové šaty.
- Barbie jako Genevieve je šestnáctiletá sestra a hlavní protagonistka filmu. Má tendenci chodit pozdě na nejrůznější příležitosti. Je také zkušenou šachistkou. Kromě své rodiny Genevieve miluje ze všeho nejvíc tanec. Derek, královský švec, k ní chová romantické city. Její květinou je růžová růže a drahokamem růžový opál. Má na sobě zářivě růžovo-bílé šaty.
- Hadley je třináctiletá sestra a Islino bratrské dvojče. Miluje chůzi na chůdách, což je záliba, kterou sdílí s Islou. Její květinou je narcis a drahokamem topas. Nosí tyrkysové šaty.
- Skipper jako Isla je třináctiletá sestra a Hadleyino dvojče. Isla je zkušená akrobatka a ráda chodí na chůdách se svým dvojčetem. Její květinou je konvalinka a drahokamem smaragd. Má na sobě světle fialové šaty.
- Chelsea jako Janessa je pětiletá sestra a vůdkyně z trojčat. Zajímá se o hmyz a miluje jeho sbírání. I když může být občas panovačná, její úmysly jsou vždy dobré. Její květinou je narcis a drahokamem je akvamarín. Má na sobě světle modré šaty.
- Becky jako Kathleen je pětiletá sestra, prostřední trojče, a má blízký vztah s oběma trojčaty. Miluje umění a ráda maluje, ale má sklony k nepořádku jako její starší sestra Edeline. Kathleen je skromná a pomáhá udržovat rovnováhu mezi trojčaty. Její květinou je sedmikráska a drahokamem růžový diamant. Má na sobě světle růžovo-žluté šaty.
- Kelly jako Lacey je pětiletá, nejmladší z trojčat a zároveň nejmladší ze všech dvanácti sester. Má velmi blízko ke své starší sestře Genevieve a ráda sbírá plyšové medvídky. Jako nejmladší je plachá, poněkud nemotorná a často potřebuje pomoc s těmi nejjednoduššími věcmi. Přestože miluje své sestry a otce, Lacey si často klade otázku, kam ve své velké rodině patří, a bojuje se svou sebeúctou. Její květinou je bílá lilie a drahokamem ametyst. Nosí levandulové šaty.

### Další postavy
- Ken jako Derek je pohledný šestnáctiletý královský švec. Je přítelem Genevieve a jejích sester, tajně je do Genevieve zamilovaný a stává se hlavním spojencem princezen v zastavení Roweny. Na konci filmu jsou s Genevieve šťastní manželé.
- Felix je Derekův mluvící papoušek. Chce, aby Derek a Genevieve byli spolu, a často blábolí o tom, co Derek cítí ke Genevieve, což jeho pánovi způsobuje velké rozpaky.
- Vévodkyně Rowena je sestřenice krále Randolpha a hlavní protivnice filmu. Je přivedena na hrad, aby králi pomohla vychovat jeho dvanáct dcer. Snaží se ukrást trůn tím, že otráví Randolpha a zbaví se dvanácti princezen. Je odsouzena k věčnému tanci, když se kouzlo, které se pokusila použít na Genevieve, obrátí proti ní.
- Král Randolph je otcem dvanácti tančících princezen. Své dcery miluje nade vše, ale je odhodlán s Rowenou z nich udělat pravé princezny. Netuší, že ho Rowena pomalu otravuje ve snaze ukrást mu trůn a že je na jeho „neposlušných“ dcerách, aby ho zachránily.
- Desmond je Rowenin velký a bezohledný lokaj. Zdá se, že je do Roweny zamilovaný a udělá cokoli, co řekne, aby ji potěšil. Je odsouzen k tomu, aby s ní tančil navždy, když se pokusí osvobodit prokletou vévodkyni.
- Twyla je Genevievino kotě. Před nepřáteli se snaží chovat drsně a neustále bojuje s Roweninou opicí Brutem. Kamarádí se s Felixem a věří, že je příbuzná s indickými tygry.
- Brutus je Rowenin šimpanz, který je stejně krutý a arogantní jako jeho paní. Miluje, když Twylu zlobí, a často špehuje princezny, aby našel způsoby, jak je s Rowenou dostat do problémů. Nakonec je poražen, když mu Twyla zraní ocas pastí na myši, což ho donutí utéct, když je Rowena nucena odtancovat pryč z hradu.
- Pan Fabian je lékárník, který prodává Roweně jed výměnou za kradené zboží. Nakonec ho vystopuje Derek, který vymění svého koně za pohár královny Isabely.
- Královna Isabela je zesnulou matkou dvanácti princezen. Ve filmu je vidět na portrétu, který visí u vchodu do hradu. I po smrti pomáhá svým dcerám objevovat magické království a důležitost rodiny. Rowena jí ukradne pohár, aby si z lékárny koupila jed.

## Dabing
- Kelly Sheridan jako Genevieve (Barbie), v českém znění Jitka Ježková
- Catherine O'Hara jako Rowena, v českém znění Irena Hrubá
- Nicole Oliver jako Ashlyn, Twyla, v českém znění Jolana Smyčková
- Jennifer Copping jako Blair, v českém znění Klára Šumanová
- Lalainia Lindbjerg jako Courtney, v českém znění Anežka Pohorská
- Kathleen Barr jako Delia, v českém znění Pavlína Dytrtová
- Chiara Zanni jako Edeline, v českém znění Klára Jandová
- Adrienne Carter jako Fallon, v českém znění Zuzana Říhová
- Ashleigh Ball jako Hadley a Isla, v českém znění Terezie Taberyová
- Britt McKillip jako Janessa, v českém znění Anička Jurková
- Maddy Capozzi jako Kathleen, v českém znění Viktorie Taberyová
- Chantal Strand jako Lacey, v českém znění Adina Hanáková
- Shawn Macdonald jako Derek (Ken), v českém znění Bohumil Švarc ml.
- Christopher Gaze jako král Randolph, v českém znění Libor Terš
- Garry Chalk jako Desmond, v českém znění Bohdan Tůma
- Peter Kelamis jako Brutus, stráž 4, v českém znění Jiří Hromada, Pavel Vondra
- Gabe Khouth jako Felix, v českém znění Roman Hájek
- Mark Oliver jako královský komorník, Fabian, stráž 1, hlídka 1, v českém znění Jiří Hromada, Pavel Vondra
- David Kaye jako královský lékař, stráž 2, v českém znění Bohuslav Kalva, Pavel Vondra
- Jonathan Holmes jako velvyslanec, v českém znění Bohdan Tůma

## Výroba
Baletní scény ve filmu zobrazují pohyb tanečníků newyorského baletu, animovaný počítačem pomocí technologie motion capture.